# Баскетболист года конференции Mid-American
Баскетболист года конференции Mid-American (англ. Mid-American Conference Men's Basketball Player of the Year) — это ежегодная баскетбольная награда, вручаемая по результатам голосования лучшему баскетболисту среди студентов конференции Mid-American, входящей в первый дивизион NCAA. Голосование проводится среди главных тренеров команд, входящих в конференцию, причём свои голоса тренеры подают по окончании регулярного чемпионата, но перед стартом турнира плей-офф, то есть в начале марта, однако они не могут голосовать за своих собственных игроков. Награда была учреждена и впервые вручена Фреду Фостеру из университета Майами в Огайо в сезоне 1967/68 годов.
Эта конференция официально начала свою деятельность ещё в 1946 году, и тогда в неё входило всего шесть команд. С течением времени, при образовании новых университетов, число команд в конференции увеличилось до тринадцати (на данный момент их двенадцать), две команды, Северно-Иллинойсский университет и университет Маршалла, уходили из неё, а в 1997 году вернулись обратно, но последняя, в 2005 году, опять была переведена в другую конференцию (USA).
Лишь четыре игрока, Том Козелко, Рон Харпер, Гэри Трент и Бонзи Уэллс, получали эту награду по несколько раз, причём только Трент получал её три раза, к тому же только один игрок, тот же Гэри Трент, становился лауреатом премии, будучи первокурсником. Чаще же других обладателями данной награды становились баскетболисты университета Огайо (11 раз), университета Толидо (8 раз) и университета Майами в Огайо (6 раз).

## Легенда
|           | Сообладатели награды |
| *         | Становились лауреатами Приза Джеймса Нейсмита (1969—) или Приза Джона Вудена (1977—), либо признавались баскетболистом года среди студентов по версии UPI (1955—1996) или Helms Foundation (1905—1979) |
| Игрок (X) | Количество титулов |

## Победители
| Сезон   | Игрок                  | Фото | Университет                              | Позиция                                     | Год обучения | Примечания |
| ------- | ---------------------- | ---- | ---------------------------------------- | ------------------------------------------- | ------------ | ---------- |
| 1967/68 | Фред Фостер            |      | Университет Майами (Огайо)               | Лёгкий форвард                              | Четвёртый    |            |
| 1968/69 | Стив Микс              |      | Университет Толидо                       | Лёгкий форвард / Тяжёлый форвард            | Четвёртый    |            |
| 1969/70 | Джим Пеникс            |      | Государственный университет Боулинг-Грин | Атакующий защитник                          | Четвёртый    |            |
| 1970/71 | Кен Коуэлл             |      | Университет Огайо                        | Атакующий защитник / Разыгрывающий защитник | Четвёртый    |            |
| 1971/72 | Том Козелко            |      | Университет Толидо                       | Тяжёлый форвард                             | Третий       |            |
| 1972/73 | Том Козелко (2)        |      | Университет Толидо                       | Тяжёлый форвард                             | Четвёртый    |            |
| 1973/74 | Уолтер Лакетт          |      | Университет Огайо                        | Атакующий защитник                          | Второй       |            |
| 1974/75 | Дэн Раундфилд          |      | Центральный Мичиганский университет      | Тяжёлый форвард                             | Четвёртый    |            |
| 1975/76 | Джефф Тайсон           |      | Западно-Мичиганский университет          | Лёгкий форвард                              | Четвёртый    |            |
| 1976/77 | Мэтт Хикс              |      | Северно-Иллинойсский университет         | Тяжёлый форвард                             | Четвёртый    |            |
| 1977/78 | Арчи Олдридж           |      | Университет Майами (Огайо)               | Тяжёлый форвард                             | Четвёртый    |            |
| 1978/79 | Пол Доукинс            |      | Северно-Иллинойсский университет         | Лёгкий форвард                              | Четвёртый    |            |
| 1979/80 | Джим Суэйни            |      | Университет Толидо                       | Лёгкий форвард / Тяжёлый форвард            | Четвёртый    |            |
| 1980/81 | Харви Наклс            |      | Университет Толидо                       | Лёгкий форвард                              | Четвёртый    |            |
| 1981/82 | Мелвин Маклохлин       |      | Центральный Мичиганский университет      | Атакующий защитник                          | Третий       |            |
| 1982/83 | Рэй Маккаллум          |      | Государственный университет Болла        | Разыгрывающий защитник                      | Четвёртый    |            |
| 1983/84 | Джон Деверо            |      | Университет Огайо                        | Центровой                                   | Четвёртый    |            |
| 1984/85 | Рон Харпер             |      | Университет Майами (Огайо)               | Атакующий защитник / Разыгрывающий защитник | Третий       |            |
| 1985/86 | Рон Харпер (2)         |      | Университет Майами (Огайо)               | Атакующий защитник / Разыгрывающий защитник | Четвёртый    |            |
| 1986/87 | Букер Джеймс           |      | Западно-Мичиганский университет          | Лёгкий форвард / Атакующий защитник         | Четвёртый    |            |
| 1987/88 | Грант Лонг             |      | Восточно-Мичиганский университет         | Тяжёлый форвард                             | Четвёртый    |            |
| 1988/89 | Пол Грэхем             |      | Университет Огайо                        | Атакующий защитник                          | Четвёртый    |            |
| 1989/90 | Дейв Джеймерсон        |      | Университет Огайо                        | Атакующий защитник                          | Четвёртый    |            |
| 1990/91 | Маркус Кеннеди         |      | Восточно-Мичиганский университет         | Тяжёлый форвард                             | Четвёртый    |            |
| 1991/92 | Льюис Гетер            |      | Университет Огайо                        | Лёгкий форвард                              | Четвёртый    |            |
| 1992/93 | Гэри Трент             |      | Университет Огайо                        | Тяжёлый форвард / Лёгкий форвард            | Первый       |            |
| 1993/94 | Гэри Трент (2)         |      | Университет Огайо                        | Тяжёлый форвард / Лёгкий форвард            | Второй       |            |
| 1994/95 | Гэри Трент (3)         |      | Университет Огайо                        | Тяжёлый форвард / Лёгкий форвард            | Третий       |            |
| 1995/96 | Бонзи Уэллс            |      | Государственный университет Болла        | Атакующий защитник / Лёгкий форвард         | Второй       |            |
| 1996/97 | Антонио Дэниелс        |      | Государственный университет Боулинг-Грин | Разыгрывающий защитник / Атакующий защитник | Четвёртый    |            |
| 1997/98 | Бонзи Уэллс (2)        |      | Государственный университет Болла        | Атакующий защитник / Лёгкий форвард         | Четвёртый    |            |
| 1998/99 | Уолли Щербяк           |      | Университет Майами (Огайо)               | Лёгкий форвард                              | Четвёртый    |            |
| 1999/00 | Энтони Стейси          |      | Государственный университет Боулинг-Грин | Лёгкий форвард                              | Четвёртый    | [ 1 ]      |
| 2000/01 | Дэвид Уэббер           |      | Центральный Мичиганский университет      | Разыгрывающий защитник                      | Третий       | [ 2 ]      |
| 2001/02 | Кит Маклауд            |      | Государственный университет Боулинг-Грин | Разыгрывающий защитник                      | Четвёртый    | [ 3 ]      |
| 2002/03 | Крис Каман             |      | Центральный Мичиганский университет      | Центровой                                   | Третий       | [ 4 ]      |
| 2003/04 | Майк Уильямс           |      | Западно-Мичиганский университет          | Лёгкий форвард / Тяжёлый форвард            | Второй       | [ 5 ]      |
| 2004/05 | Тёрнер Баттл           |      | Университет штата Нью-Йорк в Буффало     | Разыгрывающий защитник                      | Четвёртый    | [ 6 ]      |
| 2005/06 | Деандре Хейнс          |      | Кентский государственный университет     | Разыгрывающий защитник                      | Четвёртый    | [ 7 ]      |
| 2006/07 | Ромео Трэвис           |      | Акронский университет                    | Лёгкий форвард                              | Четвёртый    | [ 8 ]      |
| 2007/08 | Эл Фишер               |      | Кентский государственный университет     | Разыгрывающий защитник / Атакующий защитник | Третий       | [ 9 ]      |
| 2008/09 | Майкл Брамос           |      | Университет Майами (Огайо)               | Атакующий защитник / Лёгкий форвард         | Четвёртый    | [ 10 ]     |
| 2009/10 | Дэвид Кул              |      | Западно-Мичиганский университет          | Атакующий защитник / Разыгрывающий защитник | Четвёртый    | [ 11 ]     |
| 2010/11 | Джастин Грин           |      | Кентский государственный университет     | Лёгкий форвард                              | Третий       | [ 12 ]     |
| 2011/12 | Митчелл Уотт           |      | Университет штата Нью-Йорк в Буффало     | Тяжёлый форвард / Центровой                 | Четвёртый    | [ 13 ]     |
| 2012/13 | Ди Джей Купер          |      | Университет Огайо                        | Разыгрывающий защитник                      | Четвёртый    | [ 14 ]     |
| 2013/14 | Джавон Маккрей         |      | Университет штата Нью-Йорк в Буффало     | Тяжёлый форвард / Лёгкий форвард            | Четвёртый    | [ 15 ]     |
| 2014/15 | Джастин Мосс           |      | Университет штата Нью-Йорк в Буффало     | Тяжёлый форвард / Лёгкий форвард            | Третий       | [ 16 ]     |
| 2015/16 | Антонио Кэмпбелл       |      | Университет Огайо                        | Лёгкий форвард / Тяжёлый форвард            | Третий       | [ 17 ]     |
| 2016/17 | Айзея Джонсон          |      | Акронский университет                    | Центровой                                   | Четвёртый    | [ 18 ]     |
| 2017/18 | Тре’Шон Флетчер        |      | Университет Толидо                       | Атакующий защитник / Лёгкий форвард         | Четвёртый    | [ 19 ]     |
| 2018/19 | Си Джей Массинберг     |      | Университет штата Нью-Йорк в Буффало     | Атакующий защитник                          | Четвёртый    | [ 20 ]     |
| 2019/20 | Лорен Кристиан Джексон |      | Акронский университет                    | Разыгрывающий защитник                      | Третий       | [ 21 ]     |
| 2020/21 | Марреон Джексон        |      | Университет Толидо                       | Разыгрывающий защитник                      | Четвёртый    | [ 22 ]     |
| 2021/22 | Синсер Карри           |      | Кентский государственный университет     | Разыгрывающий защитник                      | Третий       | [ 23 ]     |
| 2022/23 | Рейджей Деннис         |      | Университет Толидо                       | Разыгрывающий защитник                      | Четвёртый    | [ 24 ]     |
| 2023/24 | Энрике Фримен          |      | Акронский университет                    | Тяжёлый форвард                             | Пятый        | [ 25 ]     |
| 2024/25 | Нейт Джонсон           |      | Акронский университет                    | Атакующий защитник                          | Третий       | [ 26 ]     |